# Yutaka Abe
Jack Yutaka Abbe (Higashimatsushima, Miyagi, 2 de fevereiro de 1895 – Quioto, 3 de janeiro de 1977) foi um ator e diretor japonês. Depois de desempenhar papéis de apoio em Hollywood, sob o nome de Jack Abbe, voltou para o Japão em 1925, onde vez filme para a Nikkatsu.